# Pierre Augustin Bernardin de Rosset de Rocozels de Fleury
Pour les autres membres de la famille, voir Famille de Rosset.
Pierre-Augustin-Bernardin de Rosset de Rocozels de Fleury (3 mai 1717, 13 janvier 1780) est un prélat français.

## Biographie
Né au château de Pérignan (Aude), il est le deuxième fils de Jean Hercule de Rosset de Rocozels de Fleury et de Marie de Rey, et petit-fils de Bernardin de Rosset de Rocozels et de Marie de Fleury (sœur du cardinal de Fleury). Il est le frère d'Bernardin de Rosset de Fleury (1718-1781), archevêque de Tours de 1750 à 1773 puis archevêque de Cambrai de 1775 à sa mort.
Il fait des études au collège de la Marche à Paris et à la Sorbonne, où il obtient le bonnet de docteur en théologie en 1742.
Nommé évêque de Chartres par brevet royal, puis confirmé dans cette fonction par le pape Benoît XIV en 1746, il prend le nom de Pierre VI. Il donne des lettres de vicaire général de son diocèse, ainsi que de grand archidiacre de son église à Louis Hector Honoré Maxime de Sabran (1739-1811).
Premier aumônier de Marie Leszczynska (1743), puis grand-aumônier de Marie-Antoinette (1774), il est fait commandeur de l'ordre du Saint-Esprit dans la chapelle royale du château de Versailles (1777). Durant l'hiver rigoureux de 1751-1752, il donne sa vaisselle d'argent à la Monnaie pour le soulagement des miséreux. À Chartres, il fait reconstruire le palais épiscopal, aujourd'hui musée des Beaux-Arts.
Il décède le 13 janvier 1780 au palais des Tuileries où il dispose d'un appartement, et est inhumé à Saint-Louis-du-Louvre dans le tombeau familial.

## Sources
- Abbé Guy Le Boucq, Oraison funèbre de Messire Pierre-Augustin-Bernardin de Rosset de Fleury, évêque de Chartres. Chartres, M. Deshayes, 1781.
- Charles-Philippe d'Albert de Luynes, Mémoires du Duc de Luynes sur la cour de Louis XV (1735-1758), Paris, Firmin Didot, 1860.